# Eucalyptus caesia
Espèce
Classification phylogénétique
Répartition géographique
Eucalyptus caesia, le gungurru, est une espèce d de la famille des Myrtaceae. C'est un eucalyptus de petite taille (mallee) endémique de la région centrale de la Wheatbelt où on le trouve dans les régions granitiques. Les feuilles, les bourgeons et les fruits sont recouverts d'une poussière argentée qui valent à l'arbre le nom de "Silver Princess" (Princesse d'argent).
Son nom vernaculaire de gungurru est d'origine aborigène (Noongar).
Deux sous-espèces ont été identifiées :
- Eucalyptus caesia subsp. caesia - (environ 6 à 9 mètres de haut)
- Eucalyptus caesia subsp. magna - (jusqu'à 15 mètres de haut). L'écorce est rouge-brun et se détache en petites boucles (minni ritchi). Les branches retombent sur le sol. Les fleurs, de grande taille (4 à 5 cm de diamètre sont rouge-rosé ou blanches.

C'est un arbre qui est largement cultivé comme arbre d'ornement mais il a presque disparu dans la nature.

## Galerie

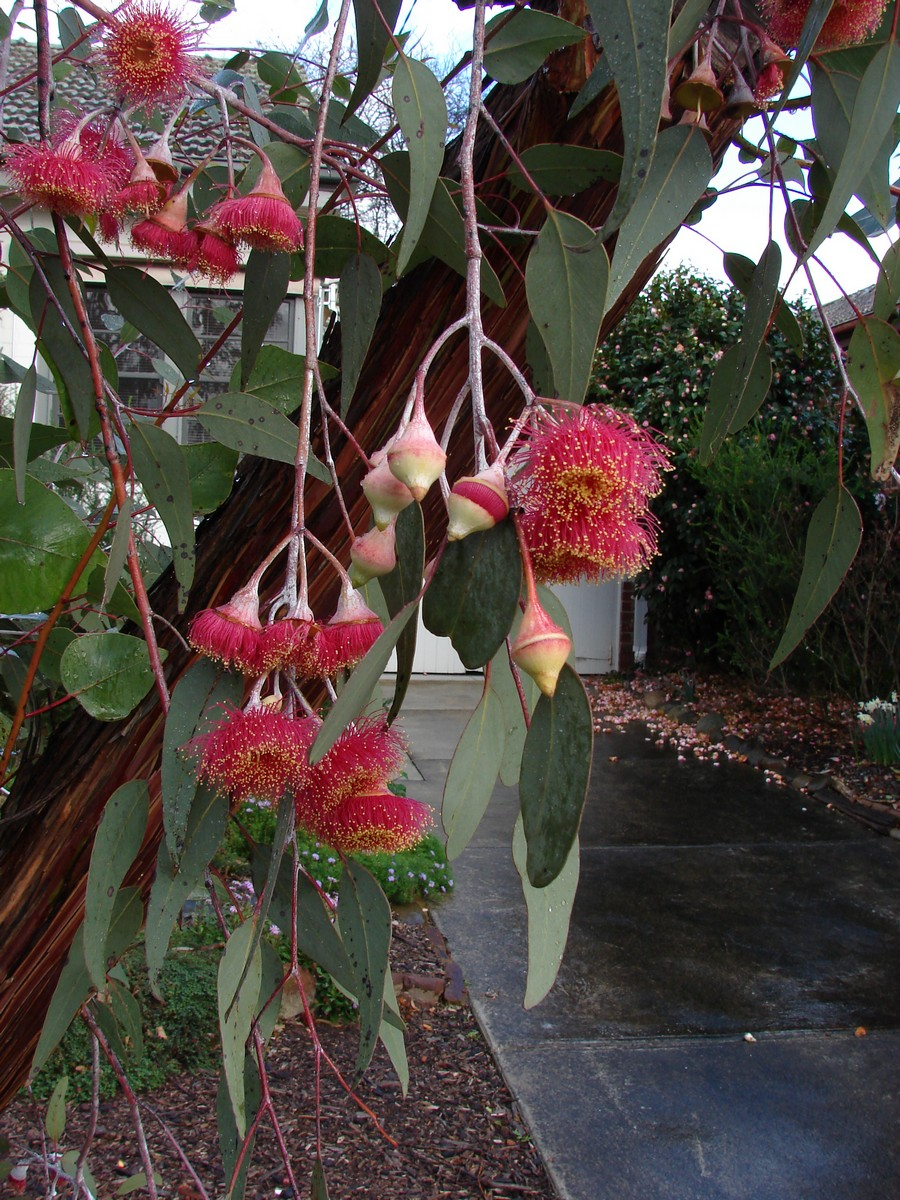
Fleurs et feuilles.
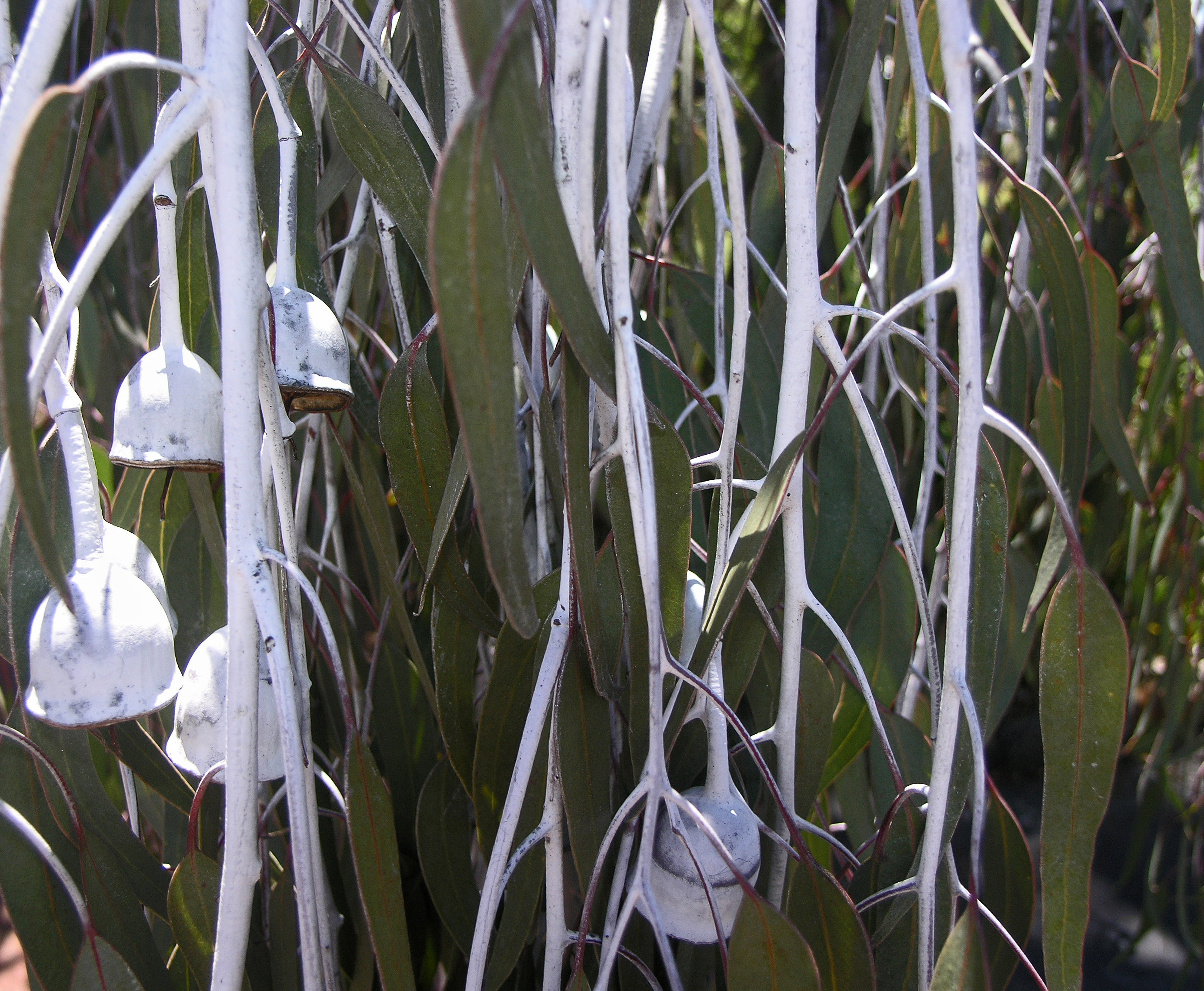
Feuilles et fruits.